# 발해고
《발해고》(渤海考)는 조선 정조 8년(1784년)에 규장각검서로 일하던 실학자 류득공 이 발해에 관해 저술한 역사서이다. 1권본과 4권본의 두 종류가 있다. 신라와 발해를 남북국으로 칭하는 남북국사관을 창조한 서적이다. 《발해고》는 발해 전문 자료휘문집으로 의의가 크다.

## 개요
《발해고》는 조선 정조 때 규장각검서(奎章閣檢書)로 일하던 실학자 류득공(柳得恭)이 발해에 관한 체계적인 역사서가 없음을 통탄하며, 조선과 중국 및 일본의 역사서 24종을 참고하여 직접 저술한 발해에 관한 역사서이다. 조선 정조 8년(서기 1784년)에 1권본을 완성했고, 나중에 내용을 대폭 수정 보완하여 4권본을 완성했다. 1권본은 독립된 책으로 되어 있으나, 나중에 펴낸 4권본은 《영재서종》(泠齋書種)에 함께 수록되어 있다. 4권본은 1권본에 비해 구성도 많이 달라지고 내용도 약 35% 정도 증가하였다.

## 구성
《발해고》는 서문(序文) 외에 군고(君考)·신고(臣考)·지리고(地理考)·직관고(職官考)·의장고(儀章考)·물산고(物産考)·국어고(國語考)·국서고(國書考)·속국고(屬國考) 등 9개 부문으로 구성되어 있다. 《발해고》 1권본은 서문과 총9개의 고(考)로 구성되어 있다.
- 서문: 발해국 왕계도, 성해응의 서문, 박제가의 서문, 류득공의 서문으로 되어 있다.

1. 군고(君考): 발해의 왕에 대한 고찰. 진국공 걸걸중상과 고왕 대조영으로부터 발해의 마지막 왕에 이르기까지 주요 치적을 기록하였다.
2. 신고(臣考): 발해의 신하에 대한 고찰. 대문예 등 발해의 여러 이름 있는 신하들의 주요 업적을 기록하였다.
3. 지리고(地理考): 발해의 지리에 대한 고찰. 《신당서》, 《요사》, 《청일통지》에 기록된 발해의 지리에 대해 인용하였다. 4권본에서는 내용이 대폭 증가하였다.
4. 직관고(職官考): 발해의 주요 관직에 대한 고찰. 문관 직제와 무관 직제로 나누어 설명하였다.
5. 의장고(儀章考): 발해의 의식 및 복장에 대한 고찰. 4권본에서는 직관고에 편입되어 있다.
6. 물산고(物産考): 발해에서 생산되는 물건에 대한 고찰. 토끼, 다시마, 된장, 사슴, 돼지, 말, 베, 면, 명주, 철, 벼, 붕어, 오얏, 배, 은에 대한 설명이 있다. 4권본에서는 삭제되었다.
7. 국어고(國語考): 발해의 언어에 대한 고찰. 4권본에서는 삭제되었다.
8. 국서고(國書考): 발해의 왕이 일본에 보낸 국서에 대한 고찰. 4권본에서는 예문고라고 하였다.
9. 속국고(屬國考): 발해를 계승한 나라인 정안국에 대한 고찰. 4권본에서는 정안국고(定安國考)라고 하였다.

## 내용
책의 내용은 군고(君考) ·신고(臣考) ·지리고(地理考) ·직관고(職官考) ·의장고(儀章考) ·물산고(物産考) ·국어고(國語考) ·국서고(國書考) ·속국고(屬國考) 등 9고(考)로 나누어 정사(正史)의 체계로 엮었다. 군고는 발해 역대 왕에 관하여 기술한 본기(本紀)이며, 신고는 83명에 해당하는 발해국의 문신과 무신 및 학자들에 관하여 정리한 열전이다. 지리고는 5경 15부 62주의 지방제도에 관한 내용이며, 직관고는 문무 관직에 대한 내용을 기술하였고, 의장고는 품계에 따른 문무관의 복식과 수도 동경의 모습을 기록하였다. 그리고 물산고는 발해국에서 생산되는 특산물에 대한 기록이며, 국어고는 발해에서 사용된 각종 칭호의 예를 기록하였고, 국서고는 외국에 보낸 국서를 정리하였으며, 마지막 속국고는 정안국(定安國)에 대한 기록을 담고 있다.
특히 국서고에는 일본과 주고받은 국서가 주로 실려 있는데 발해가 고구려의 옛 영토를 회복한 나라이고 부여의 풍속을 간직한 나라라는 점을 일본에 강조하면서 고구려의 후예국임을 대외에 알린 내용이 기록되어 있다.

### 박제가의 서문
조선 정조 때 실학자로서 북학파의 거두였던 박제가는 친구인 류득공이 저술한 《발해고》에 대해서 자신이 예전에 검토했던 바와 부합한다고 하면서 이 책을 크게 칭찬하였다.

내 친구 류혜풍(→류득공)은 박식하고 시를 잘 지으며 과거의 일도 상세히 알고 있으므로... (중략) 그가 말하고자 하는 바는, 고려 왕씨가 고구려 영토를 회복하지 못하였음을 한탄하는 것이니, 왕씨가 옛 땅을 회복하지 못함으로써 계림과 낙랑의 터전이 마침내 애매모호해지고 스스로 천하와 단절되어 버렸던 것이다. 이에 내가 전에 검토한 바와 서로 부합되는 것을 알게 되었고, 천하의 형세를 살피고 왕도와 패도의 지략을 엿볼 수 있는 류혜풍의 재능에 감탄하였다.

### 류득공의 서문
류득공은 《발해고》 서문에서 이 책을 짓게 된 동기를 직접 자세히 설명하고 있다.

고려가 발해사를 짓지 않았으니, 고려의 국력이 떨치지 못하였음을 알 수 있다. (중략) 부여씨 가 망하고 고씨가 망하자, 김씨가 그 남쪽을 영유하였고 대씨가 그 북쪽을 영유하여 발해라 하였다. 이것이 남북국이라 부르는 것으로 마땅히 남북국사(南北國史)가 있어야 했음에도 고려가 이를 편찬하지 않은 것은 잘못된 일이다. 무릇 대씨는 누구인가? 바로 고구려 사람이다. 그가 소유한 땅은 누구의 땅인가? 바로 고구려 땅으로 동쪽과 서쪽과 북쪽을 개척하여 이보다 더 넓혔던 것이다.

류득공은 고구려, 백제, 신라의 3국이 망하고 그것을 계승한 고려가 《삼국사》를 편찬한 것은 옳은 일이라고 하였다. 그러나 고려가 남쪽의 신라만 계승한 것이 아니라 북쪽의 발해도 계승하였으므로 마땅히 남북국사를 지어야 했음에도 고려가 이를 편찬하지 않은 것은 잘못된 일이라고 하였다. 발해는 고려에게 망한 것이 아니라 거란족의 요나라에게 망했기 때문에 고려가 발해사를 편찬하지 못한다는 견해에 대해서, 그렇지 않다고 반박하였다. 왜냐하면 발해의 수도인 홀한성이 격파되어 고려로 도망해 온 사람들이 세자 이하 10여 만 명이나 되므로 반드시 사관이 있었거나 역서사라도 있었을 것이며, 만약 없었더라면 세자에게 물어보아서라도 역대 발해왕의 사적을 알 수 있었을 것이라고 하였다. 장건장은 당나라 사람이었으면서도 《발해국기(渤海國記)》를 지었는데, 고려 사람이 10여 만 명이나 되는 발해 유민들을 받아들이고서도 발해사를 편찬하지 않았던 것은 매우 통탄할 일이라고 하였다. 이에 류득공이 규장각검서로 일하면서 궁중 도서를 많이 읽었으므로, 발해 역사를 편찬하여 9고(考)를 만들었다고 하였다. 이를 세가(世家), 전(傳), 지(志)로 삼지 않고 고(考)라 부른 것은 아직 역사서로 완성하지 못하여 정식 역사서로 감히 자처할 수 없기 때문이라고 하였다.

### 군고(君考)
군고(君考)는 발해의 역대 임금에 대한 고찰이다. 진국공(震國公)은 성이 대씨(大氏)이고 이름이 걸걸중상(乞乞仲象)이며 속말말갈인(粟末靺鞨人)이다. 발해를 건국한 고왕 대조영(大祚榮)은 진국공의 아들로서 고구려의 장수였는데 아주 용맹스러웠고 말타기와 활쏘기를 잘 하였다. 아버지 진국공이 사망하고 걸사비우가 이해고의 공격을 받아 죽자 대조영은 이를 피해 도망하다가 천문령에서 고구려와 말갈 군사를 이끌고 이해고를 크게 격파하였다. 대조영은 걸사비우의 무리를 병합하여 읍루족이 살았던 동모산을 거점으로 말갈과 고구려 유민들을 규합하여 성력 원년(서기 698년)에 나라 이름을 진(震)이라고 하고 스스로 왕위에 올라 진국왕(震國王)이 되었다. 당나라 현종 2년(서기 713년)에 고왕 대조영을 발해군왕에 책봉하고 그 땅을 홀한주로 삼자 이때부터 나라 이름을 발해(渤海)라고 부르게 되었다. 무왕 대무예(大武藝)는 고왕 대조영의 아들로서 인안이라는 연호를 사용했는데, 개원 20년(서기 732년)에 대장 장문휴(張文休)를 시켜 바다를 건너 당나라 등주를 공격하여 등주자사 위준을 죽이고 큰 승리를 거두었다. 문왕 대흠무(大欽茂)는 무왕 대무예의 아들로서 당나라에서 안녹산과 사사명이 내란을 일으키자 이에 동조하지 않고 오히려 이들을 소탕하는데 협조하였다. 이 공로로 보응 원년(서기 762년)에 발해국왕에 책봉되었다. 문왕의 뒤를 이어 폐왕, 성왕, 강왕, 정왕, 희왕, 간왕, 선왕이 있었으며, 계속하여 왕 이진, 왕 건황, 왕 현석, 왕 인선에 이르렀다. 왕 대인선(大諲譔) 때 거란족이 세운 요나라 태조 야율아보기는 신책 4년(서기 925년) 발해를 공격하였고, 천현 원년(서기 926년) 발해의 부여성이 함락되었고 뒤이어 발해의 수도인 홀한성이 함락되었다. 요 태조 야율아보기는 발해국을 동란국(東丹國)으로 이름을 바꾸고 수도인 홀한성을 천복성으로 바꾸었으며, 태자인 야율배를 인황왕으로 삼아 발해 지역의 동란국을 통치하도록 하였다.

### 신고(臣考)
신고(臣考)는 발해의 이름 있는 신하들에 대한 고찰이다. 대문예(大門藝)는 무왕 대무예의 동생으로서 군대를 이끌고 흑수말갈을 공격하라는 왕의 명령을 어기고 당나라로 도망을 갔다. 무왕이 자객을 보내 죽이려 하였으나 실패하였다. 대야발은 고왕 대조영의 동생이다. 장문휴는 무왕 때의 대장이다. 이진몽은 일본에 사신으로 가서 일왕 앞에서 활쏘기를 보여주고 발해 음악을 연주하였다. 양승경은 문왕 때 일본에 사신으로 가서 일왕으로부터 정3위의 벼슬을 받았다. 일만복은 문왕 때 325명을 데리고 배 17척에 나누어 타고 일본에 사신으로 갔는데, 일왕은 일만복이 가져온 발해의 국서에서 발해를 하늘의 자손이라고 한 점, 그리고 일본에 대해 고구려 때는 형과 동생의 나라라고 부르다가 발해 때는 장인과 사위의 나라라고 부른 점을 들어 예법에 어긋난다고 지적하였다. 사도몽은 문왕 때 187명을 이끌고 일본에 사신으로 가서 일왕의 즉위를 축하하려고 하였으나 도중에 폭풍을 만나 겨우 46명만 살아남았다. 여정림은 강왕 때 68명을 이끌고 일본에 사신으로 갔다가 표류하여 오랑캐의 땅인 지리파촌에 도착하여 오랑캐의 습격을 당하여 많은 사람이 죽었다. 고다불은 일본에 사신으로 가서 월중국에 머무르면서 학생들에게 발해어를 가르쳤다. 왕문구는 일본에 사신으로 가서 일왕 앞에서 격구 경기를 해 보였다. 고모한은 고송이라고도 하는데, 발해의 수도인 홀한성이 함락되자 고려로 피신하였다가 나중에 요나라로 돌아와 중대성 좌성을 지냈다. 대광현(大光顯)은 발해의 마지막 왕인 대인선의 세자로서 고려 태조 17년(서기 934년) 7월에 무리 수만 명을 이끌고 고려로 도망하였다. 태조 왕건이 발해의 세자 대광현에게 왕계라는 성명을 하사하고 왕실 호적에 붙여주었으며 그에 딸린 관리들에게 작위를 주고 병사들에게는 밭과 집을 하사하였다. 대광현의 아들은 대도수인데 고려 현종 때 대장이 되었다. 그 후손 대금취(大金就)는 고려 고종 때 대장이 되어 몽고를 정벌하는데 공을 세워 영순군에 봉해졌는데 마침내 영순 태씨의 시조가 되었다. 박승은 고려 태조 21년(서기 938년)에 발해의 유민 3천여 호를 이끌고 고려로 도망을 왔다.

### 지리고(地理考)
지리고(地理考)는 발해의 주요 지리에 관한 고찰이다. 《신당서》, 《요사》, 《청일통지》에 기록된 발해의 지리에 대해 인용하였다. 4권본에서는 내용이 대폭 증가하였다. 류득공은 《신당서》에 기록된 발해의 5경, 15부, 62주에 대해 인용하였다. 발해의 5경은 상경, 중경, 동경, 남경, 서경이고, 15주는 용천부, 현덕부, 용원부, 남해부, 압록부, 장령부, 부여부, 막힐부, 정리부, 안변부, 솔빈부, 동평부, 철리부, 회원부, 안원부이다. 류득공은 《발해고》 1권본에서 발해의 5경 중 상경 용천부는 지금의 영고탑이고, 중경 현덕부는 지금의 길림이고, 동경 용원부는 지금의 봉황성이고, 남경 남해부는 지금의 해성현이며, 서경 압록부는 지금의 압록강 근처에 있었을 것으로 추측하였다. 그러나 류득공은 《발해고》 4권본에서 상경을 영고탑, 중경을 길림, 동경을 경성, 남경을 함흥, 서경을 강계 동북 200리의 압록강 건너편으로 다르게 비정하였다. 류득공은 《요사》에 기록된 발해의 지리도 인용하였으나, 《요사》에 기록된 많은 오류들을 바로잡지 못하고 그대로 인용함으로써 동일한 오류를 범하게 되었다. 류득공은 《청일통지》에 기록된 발해의 지리에 대해서도 인용하여, 용천부, 현덕부, 용원부, 남해부, 부여부, 심주, 개주, 부주, 삼로군, 홀한하, 상경성, 평양, 곽주, 모주성에 대해 서술하였다.

### 직관고(職官考)
직관고(職官考)는 발해의 주요 관직에 대한 고찰이다. 문관 직제로서 선조성, 중대성, 정당성과 충부, 인부, 의부, 작부, 창부, 선부, 지부, 예부, 신부, 융부, 계부, 수부, 중정대, 전중시, 종속시, 문적원, 태상시, 사빈시, 대농시, 사장시, 사선시, 주자감, 항백국에 대해 서술하고, 무관 직제로서 좌맹분위, 우맹분위, 좌웅위, 우웅위, 좌비위, 우비위, 남좌위, 남우위, 북좌위, 북우위에 대하여 간략히 서술하였다.

### 의장고(儀章考)
의장고(儀章考)는 발해의 주요 의식과 복장에 대한 고찰이다. 3질 이상은 자줏빛 관복을 입고 상아홀과 금어대를 휴대한다. 5질 이상은 주홍빛 관복을 입고 상아홀과 은어대를 휴대한다. 6질과 7질은 옅은 주홍색 관복을 입고 나무홀을 휴대한다. 8질은 녹색 관복을 입고 나무홀을 휴대한다.

### 물산고(物産考)
물산고(物産考)는 발해의 주요 생산물에 대한 고찰이다. 태백산의 토끼, 남해부의 다시마, 책성부의 된장, 부여부의 사슴, 막힐부의 돼지, 솔빈부의 말, 현주의 베, 옥주의 면, 용주의 명주, 위성의 철, 노성의 벼, 미타호의 붕어, 환도의 오얏, 악유의 배, 부주의 은에 대한 설명이 있다. 4권본에서는 삭제되었다.

### 국어고(國語考)
국어고(國語考)는 발해의 언어에 대한 고찰이다. 왕을 가독부, 성왕, 기하라 부르며, 왕의 명령을 교(敎)라 한다. 왕의 아버지를 노왕, 어머니를 태비, 처를 귀비라 하고, 맏아들을 부왕(副王), 나머지 아들을 왕자라 한다. 관품은 질(秩)이라 한다. 4권본에서는 삭제되었다.

### 국서고(國書考)
국서고(國書考)는 발해의 왕이 일본에 보낸 국서에 대한 고찰이다. 4권본에서는 예문고라고 하였다. 발해의 왕이 일본 일왕에게 보내는 국서 총6편이 실려 있는데, 《속일본기》, 《일본일사》, 《일본후기》, 《유취국사》 등에 실린 국서를 인용한 것이다. 총6편으로서 발해 무왕이 일본국 성무왕에게 보내는 국서, 발해 문왕이 일본국 성무왕에게 보내는 국서, 발해 강왕이 일본국 환무왕에게 보내는 국서 4편이 실려 있다. 무왕 대무예가 보낸 국서에는 "무예는 욕되게 여러 나라를 주관하고 외람되게 여러 번국을 아우르게 되어, 고구려의 옛 터전을 수복하고 부여의 풍속을 소유하게 되었습니다."라고 하여, 발해가 고구려와 부여를 계승한 나라임을 분명히 하였다.

### 속국고(屬國考)
속국고(屬國考)는 발해를 계승한 나라인 정안국에 대한 고찰이다. 4권본에서는 정안국고(定安國考)라고 하였다. 정안국(定安國)은 본래 마한 종족으로 발해가 거란에 격파되자 그 서쪽 변방을 지키게 되었다. 정안국 왕 오현명(烏玄明)은 본래 고구려 땅에 살던 발해 유민으로서 거란이 영토를 침략하여 성채를 함락시키고 백성들을 사로잡아 갔으나, 할아버지가 절개를 지켜 항복하지 않고 백성들과 함께 난을 피하여 겨우 목숨을 부지하고 힘을 길렀다고 한다. 정안국 왕 오현명은 송나라 태종 6년(서기 981년)에 여진 사신을 통하여 표문을 올리고 근래에 부여부가 거란에서 등을 돌리고 정안국에 귀순하였으니 곧 거란이 쳐들어올 것이라면서, 송나라와 정안국이 힘을 합쳐 거란을 토벌하자고 제안하였다. 고려 현종 9년(서기 1018년)에 정안국 사람 골수(骨須)가 고려로 망명하였다고 한다.

## 인용 서적
류득공의 《발해고》는 다음 24종의 역사서를 참고하여 작성했다.
《구당서》, 《신당서》, 《오대사》, 《송사》, 《요사》, 《자치통감》, 《삼국사》, 《고려사》, 《동국통감》, 《속일본기》, 《일본일사》, 《일본후기》, 《유취국사》, 《통전》, 《통지》, 《문헌통고》, 《문헌비고》, 《대명일통지》, 《청일통지》, 《성경통지》, 《만성통보》, 《영순태씨족보》, 《여지승람》, 《전당시》.

## 1권본과 4권본 비교
류득공의 《발해고》는 오랜 기간에 걸쳐 수정 보완되었다. 류득공은 조선 정조 8년(1784년)에 1권본을 완성한 후 내용을 대폭 보강하고 오류를 수정하여 이후 4권본을 지었다. 비록 《발해고》 4권본은 류득공의 사망으로 인해 단독 서적으로 출판되지 못하였으나, 이후 《영재서종(泠齋書種)》에 합본되어 출판되었다. 류득공은 《발해고》 1권본에서 9고(考)로 되어 있던 구성을 크게 변경하여 4권본에서는 5고(考)로 통폐합하고, 그 대신 상대적으로 부실하였던 지리고(地理考)를 대폭 정비하였다. 특히 발해의 강역에 대해 1권본에서는 《요사》의 기록에 따라 요동을 중심으로 비정하였으나, 4권본에서는 조선 북부 지방과 길림 및 아무르강(흑룡강) 일대로 비정함으로써 현대 역사학계의 의견과 거의 일치하고 있다. 또한 1권본에서는 발해의 멸망 시기를 정확히 인지하지 못하였으나, 4권본에서는 발해 멸망과 그 이후 시기를 명확히 구분하여 이해하고 있으며, 신고(臣考)의 뒷부분에 흥료국 관련 인물들을 추가하여 발해 멸망 이후의 활동에 대한 인식이 강화되었음을 알 수 있다. 발해 멸망 후 그 유민들이 세운 정안국에 대해서 1권본에서는 발해의 속국으로 잘못 보아 속국고(屬國考)에 넣었으나, 4권본에서는 오류를 인식하고 제목을 정안국고(定安國考)로 수정하였다. 이와 같이 《발해고》 4권본은 1권본에 비해 많은 자료가 추가되고 오류가 수정되었는데, 이를 통해 류득공의 발해에 대한 인식이 더욱 정확하고 풍부해졌음을 알 수 있다.

## 평가
조선 후기의 실학자인 류득공의 《발해고》는 자주적인 입장에서 발해사를 체계화하고 발해를 한국 역사의 영역으로 끌어들여 발해의 강역이 한국 영토라는 사료적 근거를 제공해 주었다는 점에서 높이 평가된다.발해사를 한국사의 체계에 수용해야 한다는 저자의 이론적 근거는 『발해고』의 서문에 잘 나타나 있다. 여기에서 저자는 발해가 고구려의 후계자임을 분명히 밝혀 우리 민족사의 범주로 끌어들였고, 또한 신라와 발해를 남북국이라고 불러서 오늘날 역사학계에서 남북국 시대라는 말을 사용할 수 있는 근거를 제공하였다.
고려가 발해사를 찬수하지 않았기 때문에 고구려·발해의 영토를 점령하고 있던 여진·거란에 대해 영토적 권리 주장을 내세우지 못하게 되었다고 주장했다. 이러한 점에서 볼 때 『발해고』의 사학사적 위치는 매우 중요하다고 생각된다. 발해고의 1권본에 실린 지리고(地理考) 부분은 오류가 많은 중국 《요사》의 기록을 그대로 인용함으로써 많은 오류가 포함되어 있었으나, 이후 4권본에서 오류를 대폭 수정하여 발해의 위치를 현대 역사학계에서 비정하는 위치와 거의 동일하게 이해하였다.
류득공이 《발해고》에서 주장한 남북국시대론은 현재 대한민국 역사학계에서 통설로 받아들여지고 있으며, 사학사에 하나의 획을 그었을 정도로 높이 평가되고 있다. 반면 중국학자 쑨위량(孫玉良, 손옥량)은 남북국시대론을 만들어 발해사를 한국사로 편입시킨 사람이 류득공이라고 혹평하면서, 발해와 고구려를 중국 당나라의 지방정권으로 보았다. 박시형, 김혁철 등 조선민주주의인민공화국의 역사학자들은 발해를 민족사에 포함시키고 있으며, 후기 신라와 발해가 병립하였던 시기를 남북국 시대로 설정하고 있다.

류득공은 고구려 유민들에 의하여 세워진 발해는 고구려나 신라처럼 당당한 제자리를 가지고 우리 민족사에 포함되어야 할 나라라는 의미에서 후기 신라의 병립 시기를 '남북국 시대'로 설정하였던 것이다. 이것은 우리나라 왕조사의 시기구분에서 하나의 커다란 전진을 의미하는 것으로서 우리 민족사 편찬에서 특기할 만한 기여를 한 것으로 된다.

## 한국어 번역서
《발해고》를 한국어로 옮겨진 책은 다음과 같다.
- 1권본: 송기호[주해 10] 옮김, 《발해고》, 홍익출판사, 2021년 2월 1일.[13]
- 4권본: 김종복[주해 11] 옮김, 《정본 발해고》, 책과 함께, 2018년 3월 30일

## 관련 서적
- 《제왕운기(帝王韻紀)》: 고려 시대의 학자 이승휴(李承休)가 충렬왕 13년(1287년) 한국과 중국의 역사를 시로 쓴 역사책이다. 최초로 발해의 역사를 한국사로 보았다는 점에 의의가 있다.
- 《발해국기(渤海國記)》: 당나라 장건장(張建章)이 지은 발해에 관한 역사서이다. 이 책은 현재 전해지지 않으나, 《신당서》〈발해전(渤海傳)〉에서 이 책의 내용을 근거로 발해의 역사를 서술하였기 때문에, 주요 내용은 그대로 전해져 내려오고 있다.
- 《발해국지장편(渤海國志長編)》: 1935년 만주 랴오둥(遼東)의 역사학자인 진위푸(金毓黻, 김육불)가 저술한 발해의 역사서이다.
- 《해동역사(海東繹史)》는 조선 말기의 실학자 한치윤(韓致奫)과 조카 한진서(韓鎭書)가 단군조선부터 고려까지 기전체로 서술한 역사서이다. 발해를 고구려·백제·신라·고려와 같은 비중으로 다루었다.
- 《아방강역고(我邦疆域考)》: 조선의 실학자 다산(茶山) 정약용(丁若鏞)이 순조 11년(1811년)에 편찬한 우리나라 강역에 관한 역사지리서이다.
- 《규원사화(揆園史話)》: 조선 숙종 원년(서기 1675년)에 북애자(北崖子)가 저술하였다고 하는 역사서이다. 후대에 조작된 위서(僞書)라는 주장도 있고, 진서(眞書)라는 주장도 있다.
- 《단기고사(檀奇古史)》: 대조영의 동생 대야발(大野勃)이 8세기 경에 편찬했다고 전해지는 역사서이다. 역사학계에서는 이 책을 후대에 조작된 위서(僞書)로 보고 있다.

## 같이 보기
- 류득공
- 발해
- 발해의 역대 국왕

### 내용주
1. ↑  유득공(柳得恭)은 '유득공'이라고도 한다. 여기서는 柳를 '류'로 통일시켜 표기했다.
2. ↑  여기서 부여씨는 백제의 왕족을 말한다.
3. 1 2  여기서 《삼국사》란 고려 김부식이 편찬한 《삼국사기》를 말한다. 현전하는 《삼국사기》의 표지에는 '삼국사(三國史)'라고 적혀 있다.
4. ↑  등주(登州)는 지금의 중국 산동성에 있는 봉래, 용구 등의 동쪽 지역을 가리킨다.
5. ↑  당나라는 서기 762년에 이르러서야 비로소 명목적이기는 하지만 발해를 정식 국가로 인정하였다.
6. ↑  왕 대현석(大玄錫)과 왕 대인선(大諲譔) 사이에 적어도 왕 대위해(大瑋瑎) 한 명이 더 있었다. 그러나 류득공이 《발해고》를 저술할 당시에는 알려져 있지 않았으며, 1940년대에 들어와서야 비로소 만주의 역사학자인 진위푸(金毓黻, 김육불)에 의해 왕 대위해가 있었다는 사실이 확인되었다.
7. ↑  오늘날 발해의 상경 영고탑은 중국 흑룡강성 영안시 남쪽의 발해진으로 보고 있고, 중경 길림은 중국 길림성 화룡현 서고성이고, 동경은 중국 길림성 훈춘시 팔련성이고, 남경은 논쟁 중으로 대표적으로 함경남도 북청군 청해토성이라 보는 견해가 있다.
8. ↑  질(秩)이란 발해에서 신하들의 등급을 표시하는 말이다. 발해에서는 정1품, 정2품 등의 품(品)이라는 용어를 질(秩)이라고도 하였다.
9. ↑  여기서 마한(馬韓)은 고구려를 일컫는 말로서, 정안국이 고구려 종족이라는 뜻이다. 오늘날 마한은 백제에 흡수된 것으로 보지만, 최치원은 마한이 고구려이고, 변한이 백제이며, 진한이 신라라고 하였다.
10. ↑  송기호는 서울대학교 국사학과 교수로서 발해사 전공이다.
11. ↑  김종복은 현 안동대학교 사학과 부교수로, 발해사 중심으로 한국 고대사 및 사학사를 연구하고 있다.

### 참조주
1. 1 2  송기호, 〈류득공과 『발해고』〉, 《발해고》, 홍익출판사, 2000년 1월 10일, 28쪽.
2. ↑  박인호, 〈『발해고』에 나타난 류득공의 역사지리인식〉, 《한국사학사학보》 6권, 한국사학사학회, 2002년 9월, 35쪽.
3. ↑  송기호, 〈류득공과 『발해고』〉, 《발해고》, 홍익출판사, 2000년 1월 10일, 23쪽.
4. ↑  류득공 지음, 송기호 옮김, 《발해고》, 홍익출판사, 2000년 1월 10일.
5. ↑  박제가, 〈박제가의 서문〉, 《발해고》, 홍익출판사, 2000년 1월 10일, 37~39쪽.
6. ↑  류득공 지음, 송기호 옮김, 《발해고》, 홍익출판사, 2000년 1월 10일, 42쪽.
7. ↑  류득공 지음, 송기호 옮김, 《발해고》, 홍익출판사, 2000년 1월 10일, 44쪽.
8. ↑  박인호, 〈『발해고』에 나타난 류득공의 역사지리인식〉, 《한국사학사학보》 6권, 한국사학사학회, 2002년 9월, 59쪽.
9. ↑  박인호, 〈『발해고』에 나타난 류득공의 역사지리인식〉, 《한국사학사학보》 6권, 한국사학사학회, 2002년 9월, 58쪽.
10. ↑  이원희, 〈사서로서 『발해고』에 대한 고찰〉, 울산대 교육대학원 석사학위논문, 2004년, 1쪽.
11. ↑  孫玉良, 〈柳得恭與渤海考〉, 《學習與探索》, 1986년.
12. ↑  김혁철, 〈실학자 류득공의 발해 역사관〉, 《력사과학 론문집》 16, 력사편집부 편, 평양과학백과사전 종합출판사, 1991년, 35쪽.
13. ↑  2000년과 2020년에 발간된 책의 개정판이다.